# Welt (stacja telewizyjna)

Poprzednie logo stacji, do 18 stycznia 2018

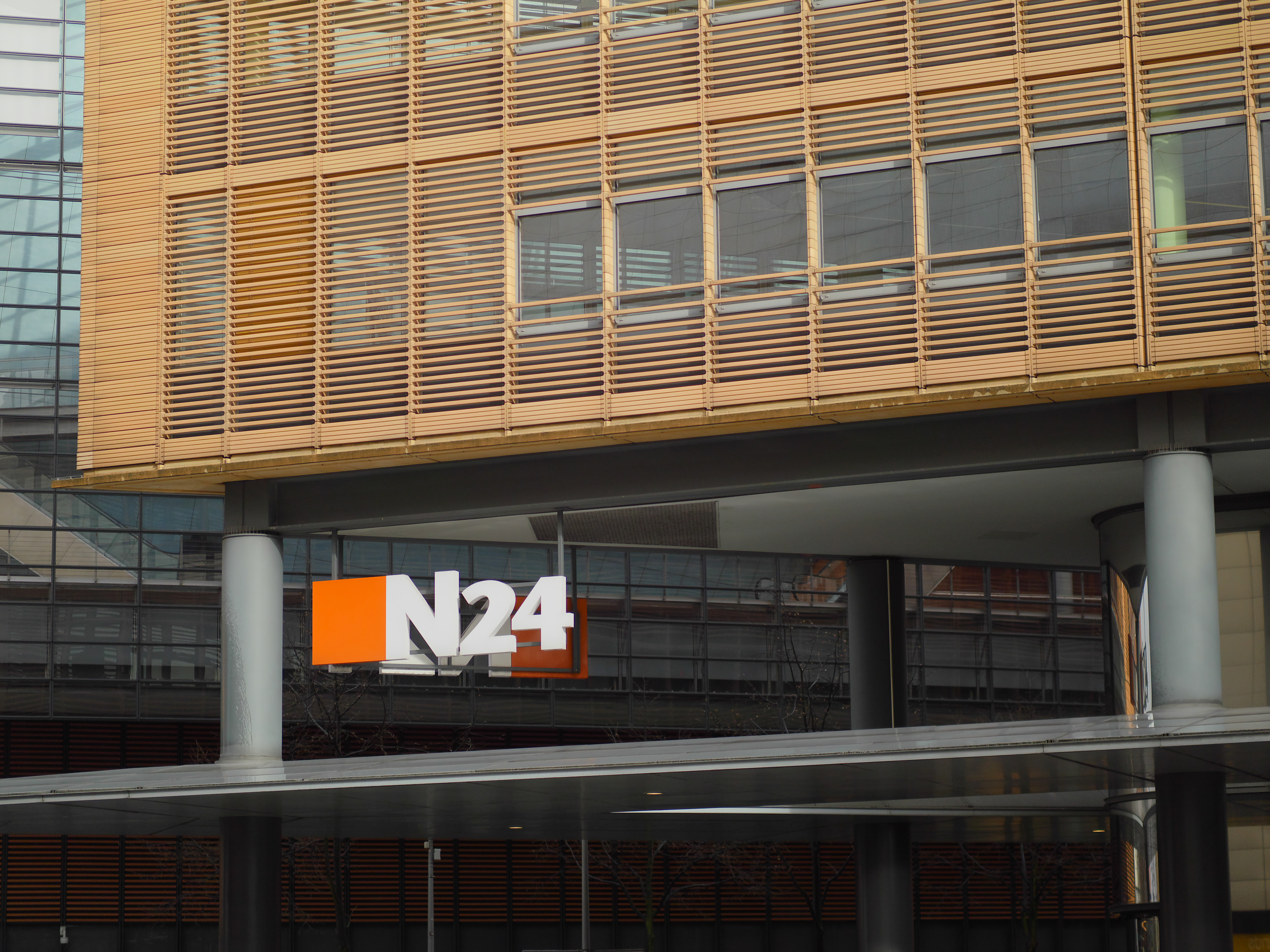
Siedziba stacji w okolicy Potsdamer Platz w Berlinie

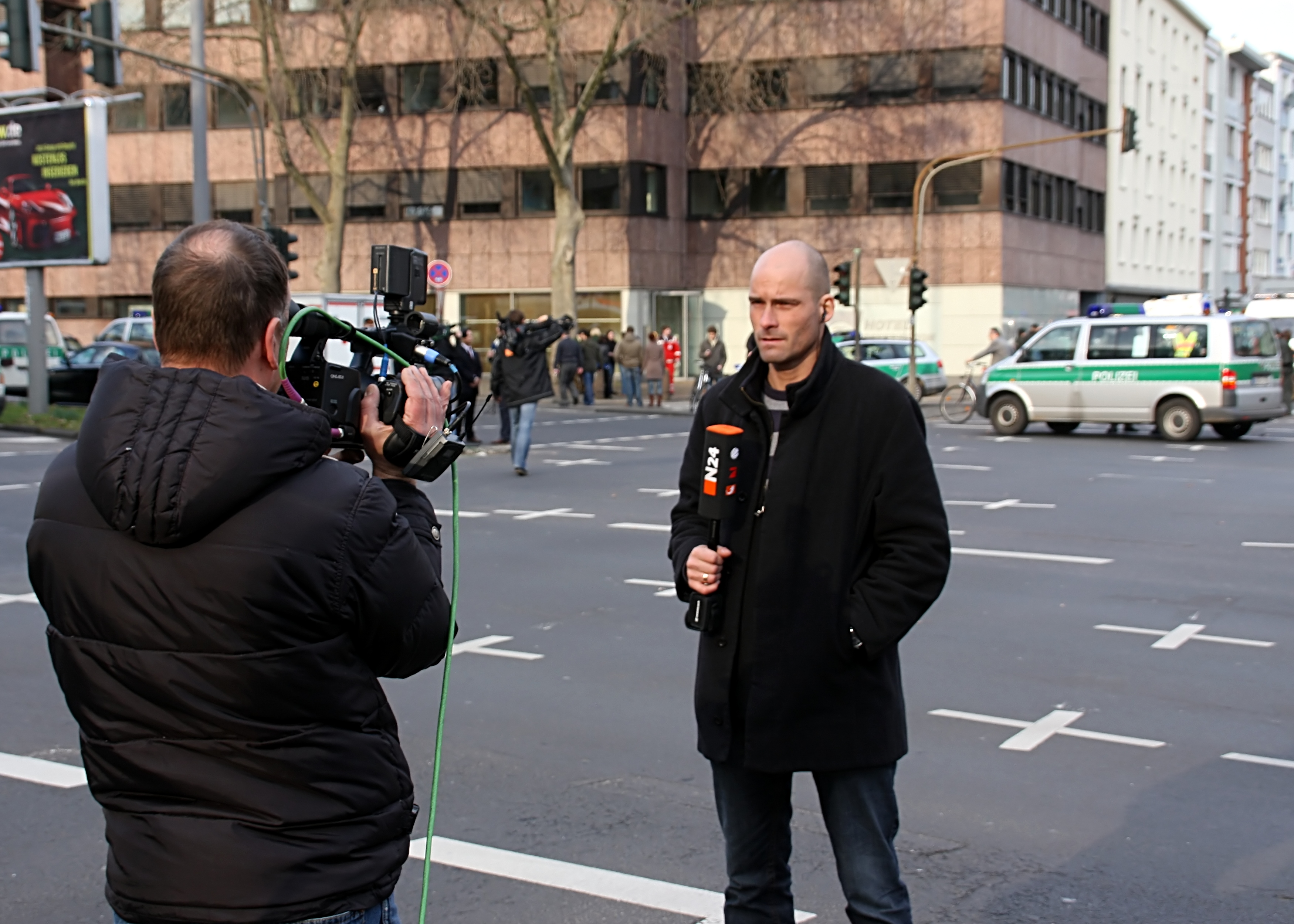
Reporter nadający relację na żywo

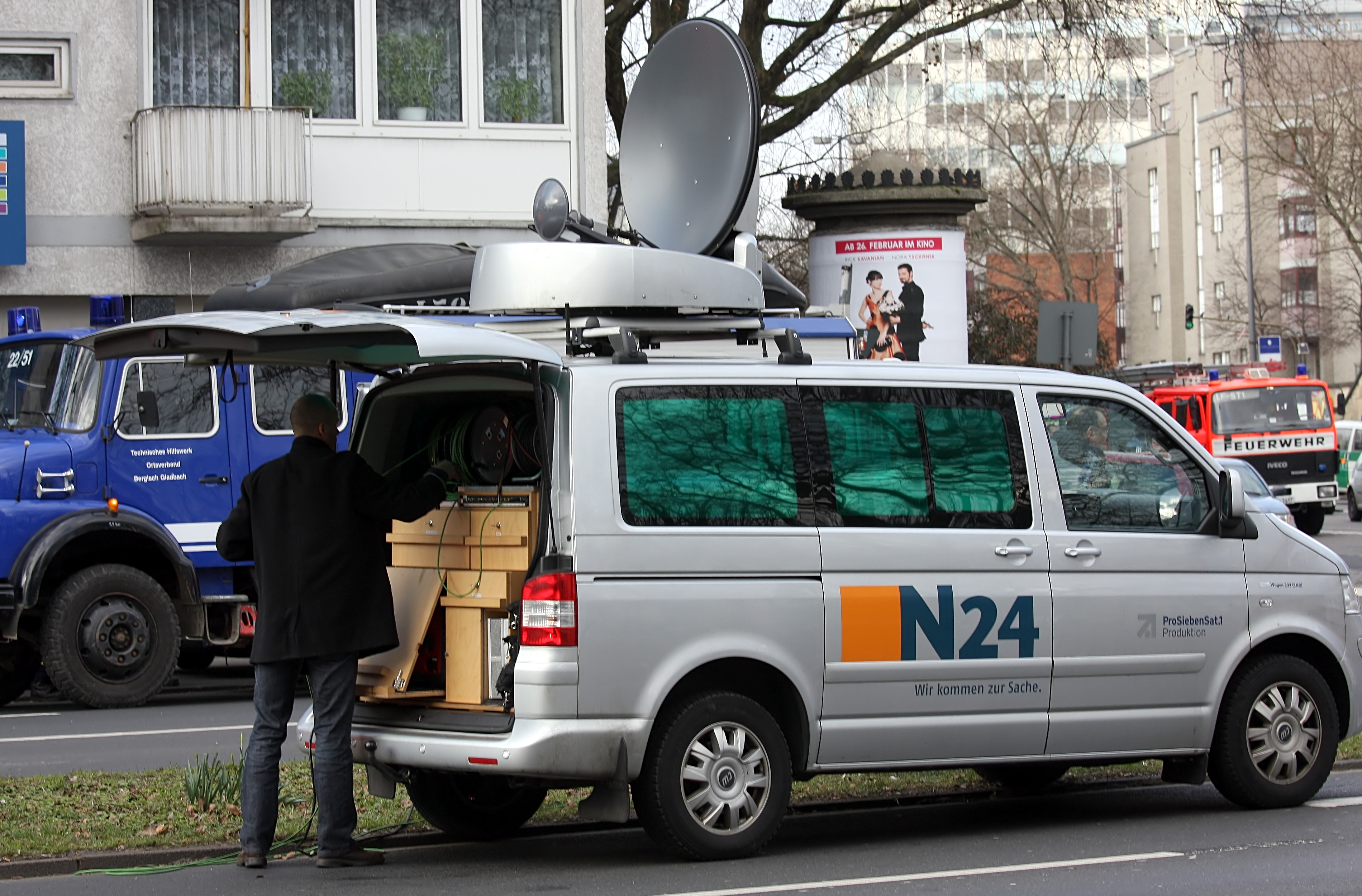
wóz transmisyjny stacji

Welt (wcześniej N24) – niemiecka telewizja informacyjna, wchodząca w skład koncernu Axel Springer SE. Jej siedziba znajduje się w Berlinie.
Stacja N24 zakończyła nadawanie pod oryginalną nazwą 18 stycznia 2018 o godz. 3:00 nad ranem. W jej miejsce pojawiła się Welt. Zmiana nazwy wiąże się z ukończeniem procesu przejęcia przez Axel Springer SE od pierwotnego właściciela, grupy telewizyjnej ProSiebenSat.1 Media trwającego od 2013 roku. Nowy właściciel publikuje dziennik Die Welt, który stał się inspiracją dla nowej nazwy. Pod marką N24 nadal dostępny jest kanał o profilu dokumentalnym N24 Doku, który nie zmienił swojej nazwy.
Welt emituje programy informacyjne, dokumentalne, magazyny tematyczne i reportaże przy współpracy z Discovery Channel. Prezentowane serwisy informacyjne mają profil polityczny z nastawieniem na informacje ekonomiczne.
Sygnał Welt jest dostępny za pośrednictwem naziemnej telewizji cyfrowej, sieci kablowej, satelity i urządzeń przenośnych.

## Ramówka
Serwisy informacyjne są przygotowywane co pół lub co godzinę w zależności od pory doby.
- 06:00 – 09:00 – pasmo poranne: serwisy informacyjne, studio, wiadomości regionalne i światowe, serwisy prasowe, zapowiedzi wydarzeń, ciekawostki etc.
- 09:00 – 11:45 – co 15 minut na zmianę przedstawiane są ogólny i gospodarczy serwis informacyjne.
- 12:00 – 17:59 – co godzinę serwisy informacyjne, gospodarcze, giełdowe, programy publicystyczne, popularnonaukowe, magazyny lifetsyle’owe, motoryzacyjne, filmy dokumentalne itp.
- 18:00 – 23:59 – serwisy informacyjne, studio wieczorne – podsumowanie dnia, reportaże, filmy dokumentalne, dyskusje ekspertów, podsumowanie dnia na giełdzie, programy społeczne.
- 00:00 – 06:00 – pasmo nocne – powtórki programów informacyjnych, ekonomicznych i dokumentalnych.

W dni wolne od pracy i weekendy ramówkę dominują filmy dokumentalne, reportaże i programy life-style’owe.
Cała scenografia jest animowana w wymiarze 3-D.